# Плотниково (Ординський район)
Плотниково (рос. Плотниково) — присілок у Ординському районі Новосибірської області Російської Федерації.
Входить до складу муніципального утворення Верх-Ірменська сільрада. Населення становить 394 особи (2010).

## Історія
Згідно із законом від 2 червня 2004 року органом місцевого самоврядування є Верх-Ірменська сільрада.

## Населення
| 2002 | 2007 | 2010 |
| ---- | ---- | ---- |
| 362  | ↗403 | ↘394 |